# F
F bzw. f (gesprochen: [ʔɛf]) ist der sechste Buchstabe des klassischen und modernen lateinischen Alphabets. Im Deutschen hat das f den Lautwert [⁠f⁠] – dieser Laut ist ein stimmloser labiodentaler Frikativ, also ein Konsonant. Der Buchstabe F hat in deutschsprachigen Texten eine durchschnittliche Häufigkeit von 1,66 %. Er ist damit der 18.-häufigste Buchstabe in deutschen Texten.

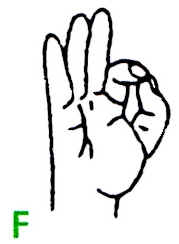
Buchstabe F im Fingeralphabet

Das Fingeralphabet für Gehörlose bzw. Schwerhörige stellt den Buchstaben F dar, indem Daumen und Zeigefinger einen geschlossenen Kreis bilden und die restlichen drei Finger parallel nach oben zeigen.
|                               |                  |                      |                |                |                |
| Waw-Zeichen (protosinaitisch) | Phönizisches Waw | Griechisches Digamma | Etruskisches W | Etruskisches F | Lateinisches F |
| Waw-Zeichen (protosinaitisch) | Phönizisches Waw | Griechisches Digamma | Etruskisches W | Etruskisches F | Lateinisches F |

Über Lautwert und Bedeutung des Buchstabens in der protosinaitischen Schrift ist nichts bekannt, das entsprechende Symbol stellt einen Haken oder eine Keule mit runder Spitze dar. Im phönizischen Alphabet verlor der Buchstabe seine Spitze und sah aus wie ein abgerundetes Y. Der Buchstabe erhielt den Namen Waw und wurde verwendet, um den Lautwert [⁠w⁠] darzustellen.
Im frühen griechischen Alphabet wurde der Buchstabe doppelt übernommen: Zum einen als Digamma zur Bezeichnung des Konsonanten [⁠w⁠], zum anderen als Ypsilon, das anfangs den Vokal [⁠u⁠] bezeichnete. Bis zum klassischen Altgriechisch war das Digamma jedoch nutzlos geworden, da das anlautende [⁠w⁠] vor Vokalen nicht mehr ausgesprochen wurde. Der Buchstabe wurde aus dem griechischen Alphabet entfernt, lebte allerdings noch als Zeichen für die Zahl 6 fort.
Die Etrusker übernahmen das frühgriechische Digamma und auch dessen Lautwert. Die etruskische Sprache kannte außerdem den Laut [⁠f⁠], dieser Laut existierte im Altgriechischen nicht (das Phi stand ursprünglich für [pʰ], erst später wurde [f] daraus). Die Etrusker verwendeten das Digamma in Kombination mit dem Zeichen H, um diesen Laut darzustellen. Bei einer Schreibrichtung von rechts nach links sieht die Buchstabenkombination wie folgt aus: . Später führten die Etrusker einen eigenen Buchstaben für den Laut [f] ein, nämlich: . Die Herkunft dieses Buchstabens ist unklar.
Als die Römer das Alphabet von den Etruskern übernahmen, verwendeten sie allerdings nicht den Buchstaben , sondern den ersten Teil der Kombination , um den Laut [f] wiederzugeben.

## Populärkultur
In der Populärkultur trägt der Roman F von Daniel Kehlmann den Buchstaben als Titel.